# Dixie Amateur
Het Dixie Amateur is een golftoernooi in Florida de Verenigde Staten. De eerste editie was in 1924.
Van 1924 tot 1953 werd het toernooi gespeeld op de Miami Country Club. Winnaars waren toen onder meer Frank Stafaci, Earl Christianson, Frank Perpich, Al Besselink, Bill Hyndman III en Doug Ford, die in 1957 de Masters won. Toen de club sloot, werd het toernooi gestopt. In 1962 werd het toernoot weer gestart. Het wordt sindsdien op wisselende banen in Zuid-Florida gespeeld, sinds 1980 in de maand december.
Het Dixie Amateur was alleen voor mannen. In 1997 kwam er een categorie bij voor de senioren, spelers van 55 jaar en ouder. 

In 2002 werd er een categorie voor dames toegevoegd. De eerste editie werd gewonnen door Meaghan Francella, 2de werd Paula Creamer, die later professional werd. In 2009 kwam er ook voor de dames een senioren-categorie.
In 2011 werd ClubLink eigenaar van het toernooi. Sindsdien wordt het toernooi door de heren op de Woodlands Country Club gespeeld, de andere toernooien zijn op de Heron Bay Golf Club waarvan ClubLink ook eigenaar is.
In 2013 werd de 83ste editie gespeeld. Het toernooi bestaat uit 72 holes voor de dames en heren en uit 54 holes voor de senioren.

## Winnaars
1924-1953
| - 1924 Captain HCC Tippet - 1925 Fred Knight - 1926 Lee Chase Sr - 1927 Lee Chase Sr - 1928 Ben Stevenson - 1929 James W. West - 1930 Harcourt Brice - 1931 T. Phillip Perkins - 1932 Tommy Goodwin - 1933 Tommy Goodwin | - 1934 Curtis Bryan - 1935 Charles Whitehead - 1936 Arthur Lynch - 1937 Frank Allen - 1938 Earl Christianson - 1939 Bill Holt - 1940 Frank Strafaci - 1941 Frank Strafaci - 1942 Earl Christianson - 1943 Earl Christianson | - 1944 Arnold Minckley - 1945 B.B. Lotspeich - 1946 Doug Ford - 1947 Bob Servis - 1948 Frank Perpich - 1949 Al Besselink - 1950 Frank Stranahan - 1951 Bill Stembler - 1952 Dub Pagan - 1953 George Victor |

1962 - heden
| - 1962: Paul Desjardins - 1963: Harvey Breauz - 1964: Dave Smith - 1965: Bill Hyndman III - 1966: Bill Harvey - 1967: Wes Smith Jr - 1968: Bill Hyndman III - 1969: Bruce Fleisher - 1970: John Birmingham - 1971: Lanny Wadkins - 1972: Chas. Krenkel - 1973: Bill Hyndman III | - 1974: Denny Sullivan - 1975: Andy Bean - 1976: Buddy Gardner - 1977: Joe Walter - 1978: Hal Sutton - 1979: Hal Sutton - 1980: Tim Norris - 1981: Bill Tuten - 1982: Bill Wrobbel - 1983: Steve Greek - 1984: Len Mattiace - 1985: Louis Brown | - 1986: Jesper Parnevik - 1987: Nolan Henke - 1988: Greg Starkman - 1989: Len Mattiace - 1990: Charles Stevens - 1990: Michael Sposa - 1991: Charles Stevens - 1992: Rick Woulfe - 1993: Jason Downey - 1994: Dennis Hillman - 1995: Ryuji Imada - 1996: Jeremy Wilkenson |

| Jaar | Heren                    | Senioren                | Super Senior     | Dames                 | Senioren    |
| ---- | ------------------------ | ----------------------- | ---------------- | --------------------- | ----------- |
| 1997 | G.W. Cable               | Steve Earsley           |                  |                       |             |
| 1998 | Travis Perkins           | Steve Earsley           |                  |                       |             |
| 1999 | Hunter Haas              | Rick Ten Broeck         |                  |                       |             |
| 2000 | Erik Compton             | Rick Woulfe             |                  |                       |             |
| 2001 | Jay Reynolds             | Ron Cleland             |                  |                       |             |
| 2002 | Derek Lamely             | Carl Tuke               |                  | Meaghan Franchella    |             |
| 2003 | Brandt Snedeker          | Bob Ethridge            |                  | Angela Park           |             |
| 2004 | Jon McLean               | Rick Woulfe             |                  | Ashley Hoagland       |             |
| 2005 | Colt Knost               | Rick Woulfe             |                  | Angela Park           |             |
| 2006 | Mu Hu                    | Pete McDade             | David King       | Vicky Hurst           |             |
| 2007 | David Lingmerth          | Marc Rosenbaum          | Terry Louis      | Alexis Thompson       |             |
| 2008 | Gavin Dear               | Rick Woulfe             | Bob Hullender    | Candace Schepperle    |             |
| 2009 | Peter Uihlein            | Rick Woulfe             | Richard Anderson | Lindy Duncan          | Diane Lang  |
| 2010 | Peter Uihlein            | Rick Woulfe             | Bill Dorece      | Paula Reto            | Diane Lang  |
| 2011 | Curtis Thompson          | Ron Carter              | Pat Vincelli     | Paula Reto            | Diane Lang  |
| 2012 | Daniel Berger            | Brady Exber             | Pat Vincelli     | Isabelle Lendl        | Ashley Rose |
| 2013 | Curtis Thompson po (-15) | Doug Hanzel [dode link] |                  | Shannon Aubert po(-8) |             |

## Trivia
- Doug Hanzel won in 2013 ook het US Senior Amateur en hij was de beste amateur in het US Senior Open.
- Angela Park werd in 2006 professional. Zij speelde op de LPGA Tour, werd 2de in 2007 en 3de in 2008 bij het US Women's Open maar stopte in 2010 met het spelen van toernooien.